# Henryk Wierzchowski
Henryk Wierzchowski (ur. 27 października 1937 r. w Zawidzu Kościelnym, zm. 12 kwietnia 1990 r. tamże) – polski rzeźbiarz ludowy. 
Ukończył szkołę podstawową i zawodową. Był z wykształcenia ślusarzem, prowadził również gospodarstwo rolne. 
Rzeźbić zaczął z początkiem lat sześćdziesiątych, pod wpływem znanych już i cenionych rzeźbiarzy z Zawidza, Wincentego Krajewskiego i Stanisława Dużyńskiego. Wierzchowski przejawiał już od dzieciństwa duże zainteresowanie i zdolności artystyczne. Szybko opanował umiejętność rzeźbienia i wkrótce stał się jednym z czołowych artystów ośrodka sierpeckiego. Dzięki większym zamówieniom Cepelii, Desy, muzeów i osób prywatnych, rzeźbiarstwo stało się dla niego podstawowym zajęciem. 
Początkowo w pracach Wierzchowskiego zdecydowanie dominowała tematyka sakralna. Do najczęściej wykonywanych przez niego przedstawień należały: Chrystus Frasobliwy, Pietà, Pasja, Matka Boska Skępska, Adam i Ewa. Z biegiem czasu bardzo poszerzył tematykę i formę swych prac. Wykonywał z równym powodzeniem kompozycje wielofiguralne, płaskorzeźby, płaskorzeźby ażurowe, meble i przedmioty codziennego użytku, przedstawienia postaci legendarnych, historycznych i współczesnych. Rzeźby Wierzchowskiego były interesująco zakomponowane oraz dobrze i sprawnie wykonane technicznie. Podstawowym surowcem jest drewno lipowe. Rzeźby pokrywał farbami temperowymi i niekiedy nasączał woskiem. Używał ciemnej zieleni, oranżu, brązów, ciemnego błękitu i złocieni. Jego zestawienia kolorystyczne były żywe, ale harmonijne.
W 1964 r. brał po raz pierwszy udział w wystawie: Sztuka ludowa północnego Mazowsza (Pułtusk). Na wystawie w Sierpcu (1966) zdobył I nagrodę. Największym osiągnięciem artysty było zajęcie II miejsca w ogólnopolskim konkursie rzeźby. Wystawiał swoje rzeźby w wielu muzeach i galeriach: w "Zachęcie", salach wystawowych "Domu Chłopa", Sierpcu, Płocku, Warszawie, Toruniu i in., także za granicą. Uczestniczył w licznych imprezach folklorystycznych, uczył także młodych twórców, mówiło się wręcz o szkole rzeźbiarskiej Wierzchowskiego. Był członkiem Stowarzyszenia Twórców Ludowych. Duża kolekcja prac Wierzchowskiego znajduje się w zbiorach Muzeum Wsi Mazowieckiej w Sierpcu, jego rzeźby posiadają również Muzeum Polskiej Sztuki Ludowej w Otrębusach i Muzeum Szlachty Mazowieckiej w Ciechanowie.